# 比奇斯角 (愛達荷州)
比奇斯角（英語：Beachs Corner）是位於美國愛達荷州邦納維爾縣的一個非建制地區。該地的面積和人口皆未知。

## 地理
比奇斯角的座標為43°32′33″N 111°57′51″W / 43.54250°N 111.96417°W，而該地的平均海拔高度為1460米（即4790英尺）。